# 어거스터스 카그보
어거스터스 카그보(영어: Augustus Kargbo, 1999년 8월 24일 ~ )는 시에라리온의 축구 선수로, 현재 EFL 챔피언십 클럽 블랙번 로버스에서 뛰고 있다.

## 초기 경력
어거스터스 카그보는 13살 때 시에라리온의 프리타운에서 그의 에이전트인 누무케 툰카라에 의해 스카우트되었다. 자신의 자질을 믿었던 그는 그 소년을 더 나은 훈련과 개발 기회를 가질 수 있는 기니로 데려가기 위해 가족을 설득했다.

## 구단 경력
그는 이탈리아의 세리에 D 4부 클럽 캄포바소에서 프로 생활을 시작했다.
2018년 여름, 그는 세리에 B 클럽 크로토네에 입단하여 세리에 D, 로첼라로 다시 임대되었다. 그는 2019년 1월에 임대에서 복귀했다.
2019년 1월 19일, 그는 치타델라와의 경기에서 마르코 피렌체와 68분 교체 투입되어 크로토네 소속으로 세리에 B 데뷔 전을 치렀다.
2019년 9월 2일, 그는 레자나로 임대 이적하였다. 7월 22일, 그는 바리와의 결승전에서 세리에 B 승격을 위한 중요한 골을 기록하였다.
2020년 9월 20일, 그는 제노아 원정 경기에서 크로토네 소속으로 세리에 A 데뷔 전을 치렀고, 2020년 9월 29일에는 레자나로 임대 이적했다.
2023년 8월 26일, 카그보는 체세나와 3년 계약을 맺었다.
2025년 1월 31일, 카그보는 공개되지 않은 이적료로 EFL 챔피언십 클럽 블랙번 로버스와 2년 반 계약을 체결했다.

## 국가대표팀 경력
2020년 9월 29일, 그는 시에라리온에 1군으로 차출되었다.
그는 2021년 10월 6일, 남수단과의 친선 경기에서 시에라리온 축구 국가대표팀의 첫 데뷔 전을 치렀다. 2021년 12월, 그는 시에라리온이 1996년 이래로 처음으로 대회에 참가할 준비를 하면서 다가오는 2021년 아프리카 네이션스컵을 위한 시에라리온 대표팀에 이름을 올렸다.